# 青西高嗣
青西 高嗣（あおにし たかし、1968年11月29日 - ）は日本のシンガーソングライターである。10代の頃、歌手を志し単身上京。柳葉敏郎、勝俣州和のマネージャー兼付き人をしながら作曲活動をする。ギター一本でのライブ、路上パフォーマンスを行い、Vapよりデビュー。現在は兵庫県に拠点を変更。

## ディスコグラフィー

### シングル
- 小さな灯り／これからの朝（1994年11月2日）
- Nevertheless alive./君と歩いて行こう（1995年9月1日）

（代紋TAKE2ビデオ主題歌）
- ひとつ願いが叶うなら/涙を流した後は（1997年4月3日）

（代紋TAKE2パチンコNOWエンディング曲）
（日本テレビ開局45周年記念ドラマ『嫁取り婿取り大騒動』主題歌）
- "AO"corner（2001年8月29日）
  1. AOcorner（プロレスラー・アレクサンダー大塚入場曲）
  2. Do not cry-ドノクライ-
  3. 忘れられない日になるだろう
  4. AOcorner (instrumental)
- 酒盛り／HanGetsu（2002年12月1日）

### アルバム
- AO CORNER（1995年11月1日）
  1. Yes,I DO.（代紋TAKE2アニメ主題歌）
  2. うざってぇ!
  3. 歩き方
  4. “AO”コーナー
  5. ただの紙きれ
  6. 涙を流した後は
  7. 俺達(おれら)の時代
  8. もっともっとやれるんじゃねぇか
  9. 二人ひとつに帰ろう
  10. ネヴァーザレス・アライヴ

## 出演

### ゲーム
- アナザー・マインド（1998年、本人役）

## 活動
- 日本全国を挑戦者にしようという壮大な計画の筆頭者として、自らのチャレンジ『仙台、福岡、大阪、東京24時間ライブ4連発+a=100時間』を決行し完全制覇を成し遂げる。
- 1994年11月2日 VAPより『小さな灯り』でデビュー。
- 1995年9月1日 セカンドシングル『Nevertheless alive.』をリリース。この曲は週刊ヤングマガジン連載の代紋（エンブレム）TAKE2のビデオの主題歌となる。
- 1995年11月1日 ファーストアルバム『AO CORNER』を発売。
- 1995年11月 ファーストツアー『AO CORNER』を京都、大阪、福岡、東京で行なう。
- アルバム『AO CORNER』の中からアレクサンダー大塚選手の入場テーマとして『"AO"corner』が使われる。
- アルバム『AO CORNER』の中の『Yes,I do.』が代紋（エンブレム）TAKE2のアニメ版の主題歌となる。
- イベントやライブに精力的に参加。
- 高橋克典、大浦龍宇一、FIELD OF VIEW、安室奈美恵、MAXらとイベントにて共演。
- 1997年 4月3日サードシングル『ひとつ願いが叶うなら』を発売。代紋（エンブレム）TAKE2のエンディングテーマ、パチンコNOWのエンディングテーマになる。
- 1997年 FMseto sanの番組『青西高嗣のかかってきなさい！』スタート。現在も放送中。
- 1997年 『KIT POP-HILL』にてSPEED、奥居香、ELT、真心ブラザーズ、及川光博らと共演。
- 1998年 日本テレビ開局45周年記念ドラマ『嫁取り婿取り大騒動』の主題歌に『ひとつ願いが叶うなら』が選ばれる。
- 1998年 山陽放送45周年記念『TAMANO SUPERLIVE'98』に出演。SHAZNA、PENICILLIN、DAPUMP、知念里奈、DEEPSらと共演。
- 1999年3月 『夢の涙（かけら）』が日本テレビ開局45周年記念ドラマ『テレビ、飛んだ！』の主題歌に。
- マキシシングル発売を前に『全国AOCORNER化計画』を旗揚げ。
- 2001年8月 マキシシングル『"AO"corner』『Do not cry』『忘れられない日になるだろう』を発表。
- 2002年4月〜 Nack5（FM79.5）『Friend Anniversary 3』のパーソナリティをmamikoと共に勤める。
- 2002年5月〜 夢やチャレンジを応援していく番組『SOIYA』と青西Live番組『Song SOIYA』の公開収録開始。
- 2002年9月 新世代爆裂パフォーマンスユニット『SEVEN STAR』結成。
- 2002年12月1日 5枚めのシングル『酒盛り（SEVEN STAR）／HanGetsu（青西高嗣）』を発売。
- 2003年6月 6枚めのシングル『聞こえますか／黄昏ゆくこの街で』を録音。